# Asmate nigricans
Asmate nigricans là một loài bướm đêm trong họ Geometridae.